# Incursões castelhanas em Wight
As incursões castelhanas em Wight foram uma série de ataques perpetrados pelo exército castelhano durante as Invasões Castelhanas da Inglaterra, que ocorreram durante o reinado de Henrique II de Castela contra o Reino da Inglaterra. No total, foram dois ataques realizados pela Coroa de Castela contra a ilha de Wight, ambos resultando no saque e destruição da ilha, deixando as populações civis devastadas pelo ataque. O Reino da França apoiou Castela nesta campanha, pois ambos os reinos estavam em estado de guerra com a Inglaterra devido à Guerra dos Cem Anos.

## Desenvolvimento do conflito
Após a batalha de La Rochelle, a frota inglesa ficou destroçada, e portanto, o controle do Canal da Mancha passou para as mãos castelhanas. Enrique II, aproveitando essa superioridade naval sobre a Inglaterra, decidiu empreender uma invasão naval às costas da Grã-Bretanha para atacar, incendiar e saquear as populações costeiras, e assim o fez. Em 1374, Ambrosio Bocanegra morre e Fernando Sánchez de Tovar o sucede como Almirante de Castela.

### Primeira incursão
Em 1374, o recém-nomeado almirante de Castela, Fernando Sánchez de Tovar, recebeu ordens para navegar em direção à Inglaterra com 20 galeras, às quais depois se juntou uma frota francesa sob o comando do almirante francês Jean de Vienne. Essa dupla frota empreendeu uma incursão contra a Ilha de Wight, localizada ao sul da cidade de Southampton. A invasão foi um sucesso, os soldados franco-castelhanos conseguiram saquear completamente a ilha e outras populações do sul da Inglaterra.

### Segunda incursão
Após a primeira incursão, as costas da Inglaterra ficaram novamente devastadas, mas não foi até a terceira invasão castelhana que a Ilha de Wight voltou a ser palco de um encontro entre castelhanos e ingleses. A segunda incursão em Wight ocorreu em agosto de 1377, onde a ilha ficou novamente arrasada. Após o ataque, a frota combinada hispano-francesa continuou com a campanha pela Grã-Bretanha.